# Мюррей, Иэн, 10-й герцог Атолл
(Джордж) Иэн Мюррей, 10-й герцог Атолл (англ. Iain Murray, 10th Duke of Atholl; 19 июня 1931 — 27 февраля 1996) — шотландский аристократ, пэр и землевладелец.

## Происхождение и образование
Мюррей был единственным выжившим ребенком подполковника Джорджа Энтони Мюррея (1907—1945), погибшего в бою во время Второй мировой войны, и достопочтенной Анджелы Пирсон (1910—1981), дочери Уитмена Пирсона, 2-го виконта Коудрэя. Он был правнуком сэра Джорджа Мюррея (1849—1936), внуком его преосвященства Джорджа Мюррея (1784—1860), сыном Его преосвященства лорда Джорджа Мюррея (1761—1803), вторым сыном Джона Мюррея, 3-го герцога Атолла (1729—1774), который, в свою очередь, был старшим сыном известного шотландского якобита лорда Джорджа Мюррея (1694—1760). Через своего американского прадеда генерала Дэниела Фроста он был потомком семьи Уинтропов и дальним родственником бывшего госсекретаря Джона Керри.
Он получил образование в Итонском колледже и Крайст-черче в Оксфорде.

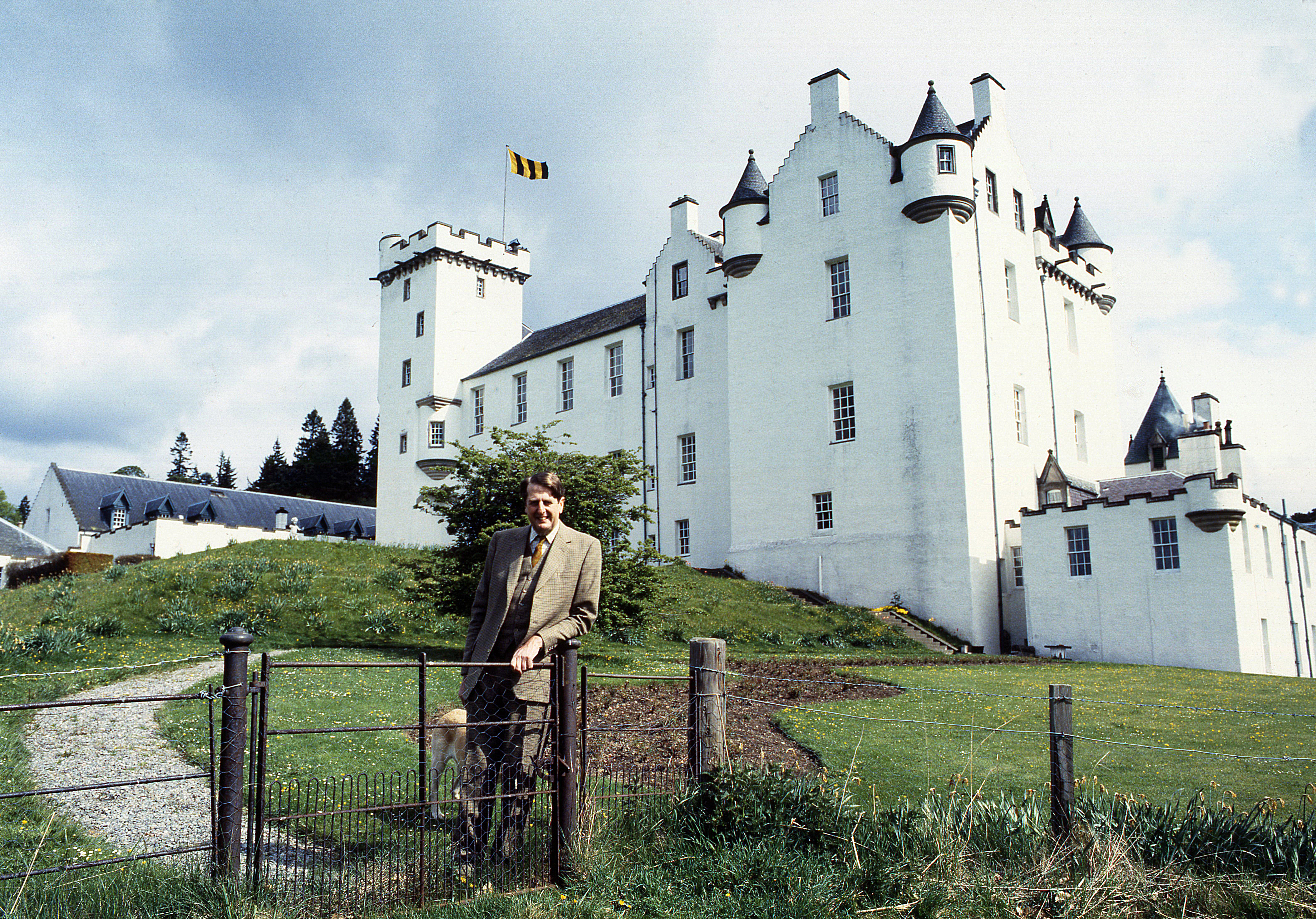
10-й герцог Атолл за пределами герцогского престола, замок Блэр

8 мая 1957 года после смерти своего бездетного дальнего родственника, Джеймса Стюарта-Мюррея, 9-го герцога Атолла (1879—1957), Иэн Мюррей унаследовал титул 10-го герцога Атолла и родовые владения . При росте в 6 футов 5 дюймов (196 см) он был одним из самых высоких шотландских пэров, получив шутливое прозвище «Крошка Иэн» (Wee Iain).

## Общественная жизнь
Атолл унаследовал землевладения площадью около 120 000 акров (496 км2) — хотя они были меньше по сравнению с 190 000 акров (769 км2) в XIX веке, снижение было менее выраженным по сравнению с многими иными шотландскими поместьями. Под его руководством поместье замка Блэр и его окрестностей стало важным районом для туризма и лесного хозяйства, в котором он был признанным экспертом и много раз выступал в Палате лордов по этому вопросу, будучи избран шотландским репрезентативным пэром в 1958 году . Церемониальная частная армия герцогства, состоящая из работников поместья и друзей семьи, была туристической достопримечательностью.
Он был активным членом Консервативного клуба понедельника. Он также занимал несколько постов в деловом мире, в частности председателя BPM Holdings с 1972 по 1983 год и Westminster Press Group с 1974 по 1996 год, а также директора Pearson Longman с 1975 по 1983 год. В 1980 году он был назначен заместителем лорд-лейтенанта Перта и Кинросса.

## Личная жизнь
Герцог Атолл умер холостым и бездетным в феврале 1996 года в возрасте 64 лет, и титулы перешли к его троюродному брату, Джону Мюррею (1929—2012), южноафриканскому землемеру. За день до смерти 10-го герцога было объявлено, что он отдал замок Блэр и большую часть своих поместий благотворительному фонду, тем самым фактически лишив наследства своего наследника. Новый герцог дал понять, что он мало заинтересован в том, чтобы покинуть Южную Африку, и, хотя он чтил землю своего происхождения, сказал: «Я южноафриканец, а не шотландец».

## Титулатура
- 10-й герцог Атолл (с 8 мая 1957)
- 11-й маркиз Атолл (с 8 мая 1957)
- 10-й маркиз Таллибардин, Пертшир (с 8 мая 1957)
- 13-й граф Таллибардин (с 8 мая 1957)
- 12-й граф Атолл (с 8 мая 1957)
- 10-й граф Страттей и Стратхардл, Пертшир (с 8 мая 1957)
- 11-й виконт Балкухиддер (с 8 мая 1957)
- 10-й виконт Балкухиддер, Глеалмонд и Гленлайон, Пертшир (с 8 мая 1957)
- 15-й лорд Мюррей из Таллибардина (с 8 мая 1957)
- 13-й лорд Мюррей, Гаск и Балкухиддер (с 8 мая 1957)
- 10-й лорд Мюррей, Балвени и Гаск (с 8 мая 1957)
- 6-й барон Гленлайон из Гленлайона, Пертшир (с 8 мая 1957).